# Illingen (Saarland)
Illingen és un municipi del districte de Neunkirchen a l'estat federat alemany de Saarland. Està situat aproximadament a 10 km al nord-oest de Neunkirchen, i a 17 km al nord-est de Saarbrücken.

## Nuclis
Format al 1974 amb la unió de les següents poblacions:
- Illingen
- Hirzweiler
- Hüttigweiler
- Uchtelfangen
- Welschbach
- Wustweiler